# Ivan Matskevitch
 (septembre 2016).
Si vous disposez d'ouvrages ou d'articles de référence ou si vous connaissez des sites web de qualité traitant du thème abordé ici, merci de compléter l'article en donnant les références utiles à sa vérifiabilité et en les liant à la section « Notes et références ».
Ivan Matskevitch, née le 8 mai 1991 à Lepiel, est un handballeur international biélorusse évoluant au poste de gardien de but.